# ゼルダの伝説 4つの剣+
『ゼルダの伝説 4つの剣+』（ゼルダのでんせつ よっつのつるぎプラス、英題:The Legend of Zelda: Four Swords Adventures）は2004年3月18日に任天堂から発売されたニンテンドー ゲームキューブ用アクションアドベンチャーゲーム。アメリカでは同年6月7日、ヨーロッパでは2005年1月7日に発売。メモリーカード使用ブロック数は3。略称は「4剣+」（よんけんプラス）。

## 概要
- ハイラルアドベンチャー、シャドウバトル、ナビトラッカーズという3つの違う毛色のゲームが収録されている。（開発当初は、ハイラルアドベンチャーを4つの剣GC、ナビトラッカーズをテトラのスタンプラリーとして別々に販売する計画であったが、シャドウバトルも加えて一本のソフトにまとめられる事となった。）
- 1人でも遊ぶことは出来るが、2人以上でゲームボーイアドバンスを接続していることがほとんど前提条件となっている。
- キャラクターデザインは『ゼルダの伝説 風のタクト』のような2頭身デフォルメキャラクター。

### ハイラルアドベンチャー
1～4人。1人プレイ時のみGCコントローラーの使用ができる。
GBA『ゼルダの伝説 神々のトライフォース&4つの剣』のモード『4つの剣』（以下「4剣」）と同様のシステムを用いている。「4剣」が4ステージだったのに対し、今作では全24ステージ（3ステージ×8エリア）を進み、再び封印から解放された風の魔人グフーを倒しに行く。また「4剣」ではルピー（＝お金）を集め競い合うのに対し、今作ではフォースを集め競い合う。ステージクリアの際は1ステージにつき2000フォース（多人数プレイの場合は全員の合計で2000）集める必要があり、ゴールしても所持フォースが足りない場合、ステージの最初に戻されフォース集めを余儀なくされる。1人プレイ時と多人数プレイ時では操作が異なり、ステージ内の仕掛けが異なっている場合がある。全体の雰囲気や世界設定などは『ゼルダの伝説 神々のトライフォース』のような暗い闇に包まれた世界で、ステージ内のグラフィックやBGMなども同作品に近いものとなっている。
『ハイラルアドベンチャー』では一度に持てるアイテムは1人につきひとつだけで、違うアイテムを持つ場合は持っていたアイテムと交換する形になる。また、特定のステージではアイテムのレベルが上がることがあり、より強力になることがある（ただし持つアイテムを変えるとレベルは元に戻る）。

### シャドウバトル
2～4人。プレイヤーの数に応じてGBAを接続する必要がある。
プレイヤー同士で剣やアイテムを使って攻撃しあい対戦する。ライフがなくなった者から脱落し、最後まで生き残った者の勝利。全5+5ステージ。ライフ（ハート）の数をプレイヤーごとに変更でき、ハンデをつけることも可能。

### ナビトラッカーズ
1～4人。コントローラーでの1人プレイはできず、プレイヤーの数と同じ台数のGBAを接続する必要がある。
『ゼルダの伝説 風のタクト』と同じ世界観、キャラクターが登場する。あらすじはテトラ率いる海賊たちが、リンクを一人前の海賊にするために海賊の試験に招き入れた、というもの。
ナビゲーター（テトラ、チャツボ、赤獅子）の指示に従い、9分間（前半3分、イベント2分、後半4分）のうちにテトラ海賊団のところに行き、メダルを集める。メダルやルピー、時折手に入る得点アイテムを多く集め、最終的に計算された総合得点が最も高かった者の勝利。特定のアイテムをすべて取ると、ボーナス点が加算される場合がある。1人用であればチンクルと、多人数であれば多人数対戦ができる。全12ステージ。対戦せず1人でひたすら高得点を目指すモードもある。
既存のゼルダシリーズでは、登場人物はみな掛け声や笑い声など以外の会話文の音声が流れることは無いが、このゲームではテレビモニターをサブモニターと捉え全体マップやスコアデータのみを表示させ、メインモニターとして手元のGBAに注目し操作するというスタイルのため、ナビゲーターのキャラクターはフルボイスで喋る。
ナビの内容、ヒントの出し方がキャラクターにより多少異なる。
ちなみに、ナビトラッカーズの元になったゲームとしてかつてSFCサテラビューで配信されていた「BSマーヴェラス」がある。ベースシステムや操作は異なるが、ゲームルールやフルボイスのナビゲーションなど共通点がいくつか見られる。

## 登場人物

### ハイラルアドベンチャー
リンク（声優：松本さち）
主人公。フォーソードを用いて緑・赤・青・紫の4人に分身し冒険に出かける。
ゼルダ姫（声優：橘ひかり）
ハイラル王国の王女。リンクとは幼馴染。6人の巫女達共々グフーに囚われの身となる。
グフー
風の宮殿に潜む魔神で、ゼルダ姫と6人の巫女達をさらう。
チンクル（声優：宮田浩徳）
画面のフォースを横取りに来るお邪魔役（結果的にヒントを残すことも）。風船を攻撃して割ると地上に降りるが、何事もなかったように再び浮き上がる。また多人数プレイ時は「チンクルやぐら」なる場所でミニゲームに挑戦できる。
シャドウリンク
リンクの姿をした敵。空間を変幻自在に行き来する。天上の世界で無尽蔵に生み出され、各地で悪さをしている。ステージの随所でリンクの邪魔をするが、倒すことも可能。「シャドウバトル」ではプレイヤーキャラクターとして登場。
ガノン
トライデントを手にするため、グフーを復活させた真の黒幕。

### ナビトラッカーズ
リンク（声優：松本さち）
『ゼルダの伝説 風のタクト』のリンクと同一人物で、海賊の試験を受ける。緑色以外のリンクはすべて試験のためにリンクそっくりに変装させた、テトラの手下という設定。
テトラ（声優：橘ひかり）
ナビゲーターの一人。最初から選択できる。『風のタクト』に登場する海賊団首領でハイラル王家の血をひく女の子。元気よくプレイヤーを応援する。放置するとくしゃみをしたり口笛を吹いたりする。
赤獅子の王（声優：丸山詠二）
ナビゲーターの一人。『風のタクト』に登場するしゃべる船でその正体は滅亡したハイラルの国王ダフネス・ノハンセン・ハイラル。機嫌がいいとアイテムをくれることも。
チャツボさん（声優：山田美穂）
ナビゲーターの一人。『風のタクト』に登場するリンクの故郷・プロロ島に住む女性。頭の壷はまるで四次元ポケットのようになっており、アイテムを取り出してはプレイヤーに投げてくれる。
ゴンゾ
『風のタクト』に登場した海賊団の団員。ナビゲーターの補佐をする。アネキ（テトラ）一筋・・・のはずがチャツボさんがナビゲーターになるとデレデレしはじめる。
サルバトーレ
『風のタクト』で遊技場を経営している男。中盤に発生するボーナスゲームの司会・進行役。素とゲーム中では態度が180度違っている。
チンクル（声優：宮田浩徳）
1人プレイ時の対戦相手。事前に本気度（強さ）を設定でき、本気以上の実力にすると凄まじい強さを見せる。
ハンマーで一定数以上殴るとパワーアップ（?）する。

## アイテム
『ハイラルアドベンチャー』では一度に持てるアイテムは1人につきひとつだけで、違うアイテムを持つ場合は持っていたアイテムと交換する形になる。また、特定のステージではアイテムのレベルが上がることがあり、より強力になることがある（ただし持つアイテムを変えるとレベルは元に戻る）。

### Aボタンで使うアイテム
パチンコ
離れた敵を攻撃したり、スイッチを作動できる。ボタン押しっぱなしでチャージできる。弾数は無制限。レベルが上がると、チャージしたときに3方向に撃つことができる。
バクダン
攻撃に使ったり、もろい壁を破壊できる。画面内に2つまで置ける。数は無制限。爆発は敵味方問わず大ダメージを負わせるので、扱いには注意。レベルが上がるとバクダンが大きくなる。
ペガサスの靴
ダッシュ、ダッシュ攻撃が出来るようになる。レベルが上がるとダッシュ中に穴の上を通過できるようになる。
ファイアロッド
ボタンを短く押すと前に炎を飛ばし、長く押すと押している間炎を出し続ける。大量の敵を一気に殲滅したり、草むらを焼き払ったり出来る。レベルが上がると、『神々のトライフォース』で登場した「ソマリアの杖」と同じようにブロックを作り出せる。
ロック鳥の羽根
ジャンプと強力な剣技『下突き』が使えるようになる。レベルが上がると2段ジャンプができる。
ブーメラン
敵を気絶させて動きを止めたり、仕掛けを作動することが出来る。レベルが上がると飛距離と速度がアップする。
弓矢
離れた敵を攻撃したり、仕掛けを作動することが出来る。パチンコと同じように、ボタンを押し続けるとチャージし、敵を貫通する矢を放てる。最終決戦でパワーアップする。レベルが上がると3連射となり、チャージ時間が短くなる。
マジックハンマー
杭やスイッチを叩くことが出来る。ボタンを押し続けるとチャージし、周りに振動を起こして近くの敵を止められる。レベルが上がると振動の効果範囲が広くなる。
シャベル
地面を掘り、アイテムを見つけることができる。レベルが上がるとアイテムのある位置を音で知らせてくれる。
カンテラ
目の前のものを燃やすことができる。また、装備中は常に周りが明るく照らされる。このアイテムのみレベルアップがない。

### 取った時点で効果が現れるアイテム
フォース
あちこちに散らばったエネルギーの源。2000個集めるとフォーソードに退魔の力が宿り、封印を破れるようになる。退魔の力を取り戻した後は、体力満タン時に剣ビームを撃てるようになり、さらに回転斬りからさらにチャージすると「超回転斬り」を放てるようになる。
フォースの精
全員のライフを全回復し、コンティニュー回数が増える（全員のライフがなくなっても、その場から復活できる）。最大99までストック可能。
ハートの器
取得者のライフ最大値をひとつ増やす。そのステージ内でのみ有効。
小さなカギ
カギのかかった扉やブロックを開けられる。
シェイクメダル
画面内のすべての敵をスライムに変える。持ち上げて投げると効果を発揮する。
ボンバーメダル
画面内のすべての敵を全滅させる。
にんじん
馬の『エポナ』を呼ぶことが出来る。乗っている間は無敵。一定時間有効。
パワフルブレスレット
通常時では持ち上げられないものを持ち上げられるようになる。そのステージ内でのみ有効。
青のブレスレット
受けるダメージが半分になる。そのステージ内でのみ有効。

### ナビトラッカーズのアイテム
ロック鳥の羽
ジャンプできる。川などを跳び越すときに使用。
マジックハンマー
さまざまな仕掛けを作動させるほか、武器にも使える。
ペガサスの靴
ボタンを押している間ダッシュできる。
風船
マップに4箇所あるワープポイントに移動できる。最大9個まで持てる。
海賊のお守り
ナビゲーターに話しかけ、サポートをしてもらえる。状況によって話しかけられないこともある。
マジックマント
一定時間姿を隠し無敵になる。また他のプレイヤーのGBA画面内から姿が見えなくなる（テレビ画面の全体マップには映る）。
イベントカード
ゲーム中盤に発生するイベント（ボーナスゲーム）に使用するカード。
スーパー風船
（使い捨てアイテム）次のメダルがもらえる人物のところまで直接飛んでいける。
不幸のツボ
（使い捨てアイテム）自分より順位が上のプレイヤーにツボをかぶせる。かぶせられると画面が自分の位置以外真っ暗になる。
スーパーハンマー
（使い捨てアイテム）マップ全体に地震を起こす。
シャベル
（使い捨てアイテム）落とし穴を掘る。掘った穴は掘った本人以外には見えない。
ラッキースター
持っているときにメダルを獲得すると、余分にもらうことができる。4つまでストック可能。

## スタッフ
青沼英二はこの作品でプロデューサーを初めて担当した。ディレクターは、ハイラルアドベンチャー・シャドウバトルは『風のタクト』でGBA連動を担当した鈴木利明が、ナビトラッカーズを土山芳紀が担当した。
- ディレクター
  - 鈴木利明（ハイラルアドベンチャー、シャドウバトル）
  - 土山芳紀（ナビトラッカーズ）
- プロデューサー
  - 青沼英二
  - 宮本茂
- プログラマー
  - 副島康成
- 音楽
  - 太田あすか（ハイラルアドベンチャー、シャドウバトル）
  - 近藤浩治（ハイラルアドベンチャー、シャドウバトル、ナビトラッカーズ）
  - 中塚章人（ナビトラッカーズ）
  - 永田権太（ナビトラッカーズ）

## その他
- 本作を購入する事で、クラブニンテンドーのポイント交換対象商品であった「ゼルダコレクション」が500Pのところ、150Pで交換できるというキャンペーンを行っていた。「ゼルダコレクション」は、それまでの据え置き機で発売されたゼルダシリーズの内、「神々のトライフォース」を除く全て（ただし｢風のタクト｣は体験版）がGCでプレイ可能というものだった。
- 『大乱闘スマッシュブラザーズX』には、『蒼の巫女の村』が原曲のまま採用された。
- 日本国内向けの製品以外には、ナビトラッカーズは収録されていない。

## 漫画
- 『ゼルダの伝説4つの剣+』姫川明著　上下巻
ハイラルアドベンチャーの漫画化。熱血漢の緑、短気な青、楽天家の赤、冷静沈着な紫と、4人（シャドウリンクをあわせて5人）のリンクが異なる性格をもって描かれており、単なるコミカライズに収まらない娯楽性がある。